# Vincent Montana Jr.
Vincent Montana Jr. (12 de febrero de 1928 – 13 de abril de 2013), fue un compositor, arreglista, vibrafonista y percusionista estadounidense. Es conocido por ser miembro de MFSB y como fundador de la Salsoul Orchestra . Se le ha llamado "el padrino de la música disco ".  Montana fue incluido en el Museo y Salón de la Fama de los Músicos en 2016.

## Biografía
Montana nació en el sur de Filadelfia, Pensilvania, y creció en un barrio italoestadounidense . Comenzó a tocar la batería cuando era niño y pronto empezó a aprender otros instrumentos de percusión, incluidos el glockenspiel y la marimba . A finales de la década de 1940, tocaba regularmente en clubes nocturnos con músicos de jazz como Charlie Parker, Sarah Vaughan, Clifford Brown y Red Garland . Luego pasó un tiempo como músico en hoteles de Las Vegas, acompañando y haciendo arreglos para Harry Belafonte, Louis Prima y otros.  Regresó a Filadelfia a finales de la década de 1950, tocando el vibráfono en el éxito de 1959 de Frankie Avalon " Venus ", así como en grabaciones de Chubby Checker, Bobby Rydell y otros. Casi al mismo tiempo, comenzó a aparecer regularmente en el programa de entrevistas de televisión distribuido a nivel nacional, The Mike Douglas Show .  
Ayudó a fundar los estudios Sigma Sound Studios, propiedad de Joe Tarsia en la ciudad de Filadelfia en 1967 y comenzó a trabajar allí con los productores discográficos Kenny Gamble, Leon Huff y Thom Bell . Fue miembro fundador de MFSB y grabó varios álbumes con la orquesta, incluido el éxito internacional " TSOP (The Sound of Philadelphia) ", ganador del premio Grammy lanzado en 1973. Tocó y arregló muchas canciones de The Intruders, The Delfonics, The Spinners, Harold Melvin and the Blue Notes, The O'Jays, The Trammps, Eddie Kendricks, William DeVaughn, Billy Paul, Lou Rawls, The Stylistics, Teddy Pendergrass, y muchos otros.  
Sin embargo, Se separa de Gamble y Huff por cuestiones financieras y en 1974, después de ser presentado por Joe Bataan, se unió a los hermanos Cayre (hermanos Cayre, Kenneth, Stanley y Joseph ), propietarios de Caytronics, un distribuidor de productos con sede en Nueva York. Música latina : para crear el sello Salsoul Records. Varios de los músicos de Filadelfia, incluidos Norman Harris, Ronnie Baker y Earl Young, dejaron MFSB para unirse a él en sesiones y trabajos de producción. Montana fundó The Salsoul Orchestra y su primer disco para el sello, "Salsoul Hustle", fue un éxito comercial. La orquesta grabó seis álbumes para el sello durante los siguientes tres años, incluido un álbum navideño "dorado", y Montana produjo, arregló y dirigió la mayoría de las canciones. Ken Cayre elogió la habilidad de Montana para componer cuerdas, metales y percusiones diversas de tal manera que todo funcionaba dentro de una grabación de danza. La Orquesta Salsoul ha sido acreditada como "la primera orquesta disco".  Montana también trabajó en Salsoul con otros músicos y cantantes, incluidos First Choice y Loleatta Holloway .  Sus solos más notables incluyen "Runaway" de The Salsoul Orchestra con Loleatta Holloway, " Be Thankful for What You Got " de William DeVaughn y "I'm In Heaven" de Touch of Class .
Montana dejó Salsoul en 1978 para unirse a Atlantic Records y grabar varios álbumes antes de lanzar su propio sello Philly Sound Works. Su grabación de "Heavy Vibes", una reelaboración de parte de "Love Is the Message" de MFSB acreditada al Montana Sextet, alcanzó el puesto 59 en la lista de sencillos del Reino Unido en 1983.   En años posteriores, Montana trabajó con el dúo de música house Masters at Work, lo que reavivó el interés por su trabajo. Más recientemente, Montana trabajó en " New York City Boy " de Pet Shop Boys . 

## Muerte
Montana falleció en Cherry Hill en Nueva Jersey, el 13 de abril de 2013, a la edad de 85 años  